# Mgła (film 2007)
Mgła (ang. The Mist) – amerykański horror oparty na noweli Stephena Kinga o tym samym tytule. Za scenariusz i reżyserię odpowiadał Frank Darabont, znany z filmowych adaptacji innych dzieł Kinga.
Zdjęcia do „Mgły” rozpoczęły się w lutym 2007 roku i były kręcone w Shreveport w Luizjanie. Film miał swoją premierę w USA 21 listopada tego samego roku.
Dystrybucja filmu w Polsce wzbudziła kontrowersje ze względu na emisję dwóch wersji w kinach: oryginalnej oraz skróconej o ok. 20 minut. Zdaniem widzów z tej drugiej wycięto fragmenty istotne dla fabuły. Reżyser zmienił zakończenie filmu na bardziej mroczne, niż to miało miejsce w oryginale. Zrobił to w porozumieniu i za akceptacją Stephena Kinga.
Fabułę filmu w 2017 roku rozbudowano i stworzono serial pod tym samym tytułem.

## Fabuła
Po gwałtownej burzy społeczność małego miasteczka pada ofiarą ataku stworzeń, które pojawiły się wraz z nastaniem gęstej mgły. Według lokalnych plotek ma to związek z eksperymentem Project Arrowhead, prowadzonym w tajnej bazie wojskowej. Pytanie o pochodzenie śmiercionośnej mgły schodzi na drugi plan, gdyż najważniejsze dla mieszkańców miasteczka jest znalezienie sposobu, by przeżyć i uciec jak najdalej od bestii.

## Obsada[3]
- Thomas Jane jako David Drayton, komercyjny artysta, który został uwięziony w supermarkecie razem ze swoim pięcioletnim synem Billym.
- Marcia Gay Harden jako pani Carmody – głęboko religijna kobieta, fanatyczka, która zdobyła zwolenników w klientach sklepu poprzez psychologiczną presję, mgłę uważała za początek końca świata.
- Laurie Holden jako Amanda Dumfries, młoda szkolna nauczycielka, która opiekowała się Billym w supermarkecie.
- Andre Braugher jako Brent Norton, sąsiad Davida, adwokat, który przez swój sceptycyzm sprowadził na siebie śmierć.
- Toby Jones jako Ollie Weeks, asystent kierownika sklepu, zastrzelił panią Carmody.
- William Sadler jako Jim Grondin, lokalny mechanik, który stał się zwolennikiem Carmody.
- Jeffrey DeMunn jako Dan Miller, lokalny mieszkaniec, który trzymał stronę Davida i próbował uciec razem z nim.
- Frances Sternhagen jako Irene, nauczycielka nauczania początkowego.
- Alexa Davalos jako Sally, kasjerka z marketu, którą łączyły bliższe stosunki z szeregowcem Jessupem, została zabita przez owada z mgły.
- Nathan Gamble jako Billy Drayton, pięcioletni syn Davida Draytona.
- Samuel Witwer jako szeregowiec Jessup, żołnierz z Projektu Arrowhead, który zostaje zabity przez zwolenników Carmody, z powodu obarczenia go winą za mgłę.
- Chris Owen jako Norm, magazynier, który został zabity przez macki nie z tego świata, podczas próby naprawy generatora.

## Odbiór filmu
W serwisie Rotten Tomatoes film uzyskał wynik 73%.
W polskim serwisie Filmweb film w skali do dziesięciu otrzymał oceny: 5,8 od widzów, 5,4 od krytyków.